# Tillandsia biflora
Tillandsia biflora là một loài thuộc chi Tillandsia. Đây là loài bản địa của Bolivia, Costa Rica, Venezuela và Ecuador.